# 강동구

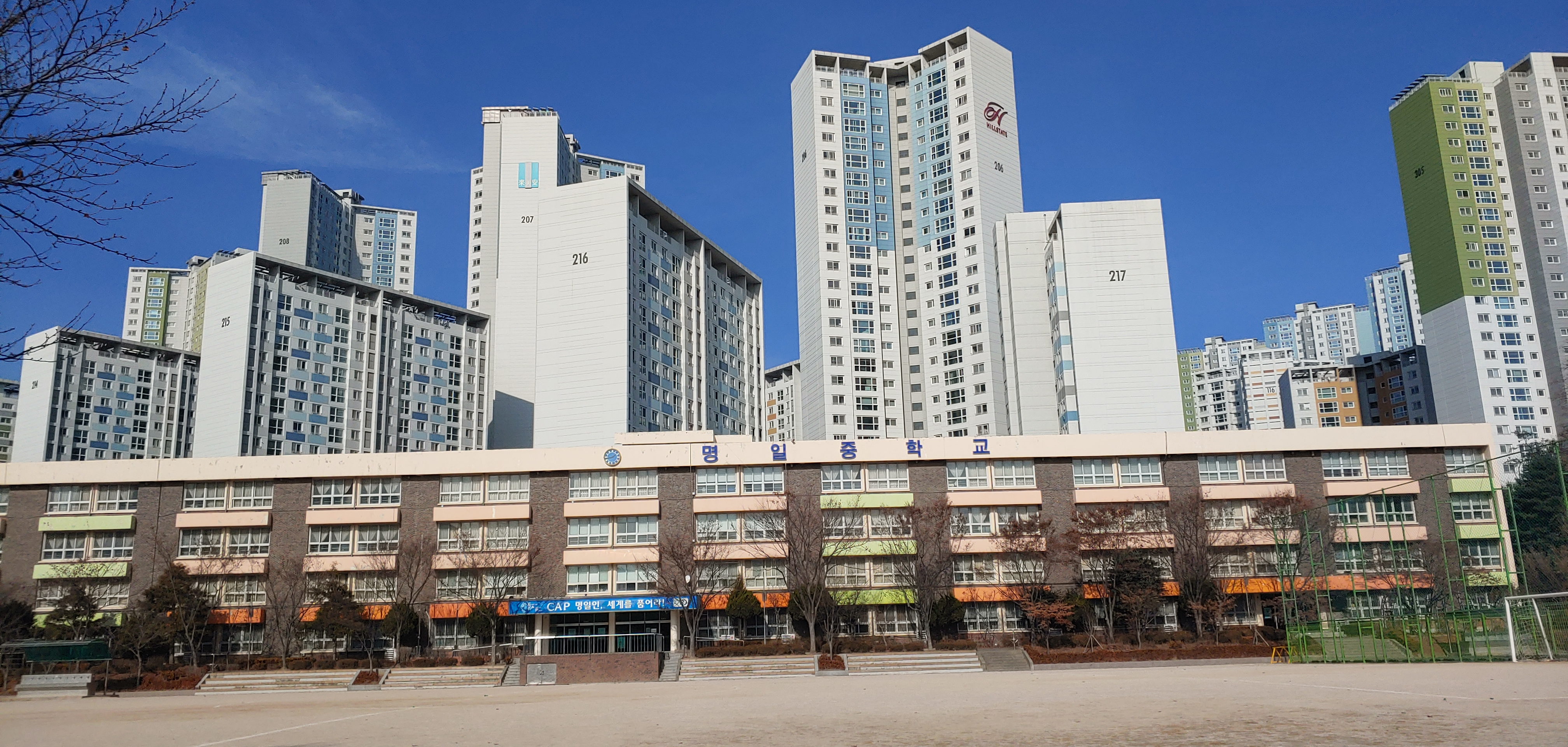
명일중학교 전경. 인근에는 고덕 래미안힐스테이트가 마주하고 있다.

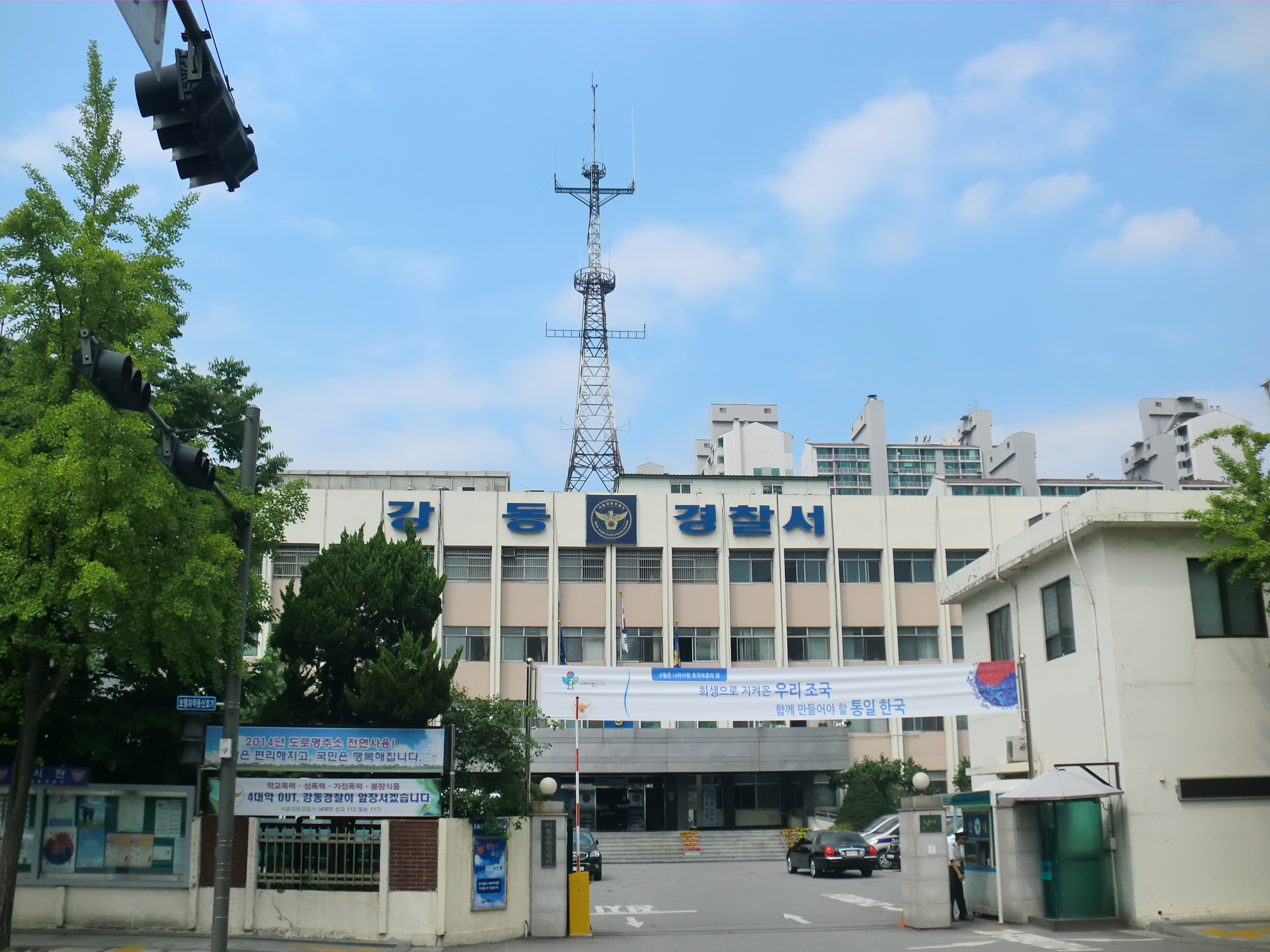
이전에 존재한 강동경찰서 전경. 뒷켠에는 삼성래미안 아파트가 마주하고 있다.

강동구(江東區)는 대한민국 서울특별시의 동쪽 끝에 있는 구이다. 1979년 강남구에서 분리되었다. 동쪽으로는 경기도 하남시, 남쪽으로는 송파구와 접하고, 한강을 경계로 서쪽으로는 광진구, 북쪽으로는 경기도 구리시와 접한다.

## 지명
본래 강동구는 광주군 구천면이었는데, 구천이라는 지명은 조선 성종 때 이곳에 살던 판중추부사 어효첨(魚孝瞻)의 호를 따라 붙여졌다. 1979년 분구될 때 한강의 동쪽에 위치해서 강동이란 구명이 신설되었다.
아이가 넘을 만한 작은 산이라고 일컬어지는 아이재 또는 강의 서쪽아치(강 서쪽 강에 아차산과 언덕)와 함께 강의 동쪽 아치(강 동쪽에 일자산과 작은 언덕들) 라는 말이 강동의 어원이 되었다. 이로써 옛 경기도 광주/이천 사람들이 이르길 "서울에 거의 다 다다렀을 때 길 끝에 작은 두 재(언덕 - 치)를 지나쳐야 서울에 도착한다 " 고 말했는데 그것이 바로 서아재(아차산)와 동아재(당산재 - 천호동 별북망지언덕 - 고덕산(고지봉) - 일자산)이다. 실제로 강동의 작은 언덕들을 넘고 한강을 건너 아차산만 넘으면 과거 한양의 관할영역인 살곶이 다리가 나왔으니 그들은 이 언덕배기 나루터 마을을 그렇게 인식했던것 같다.

## 역사

### 신석기 시대

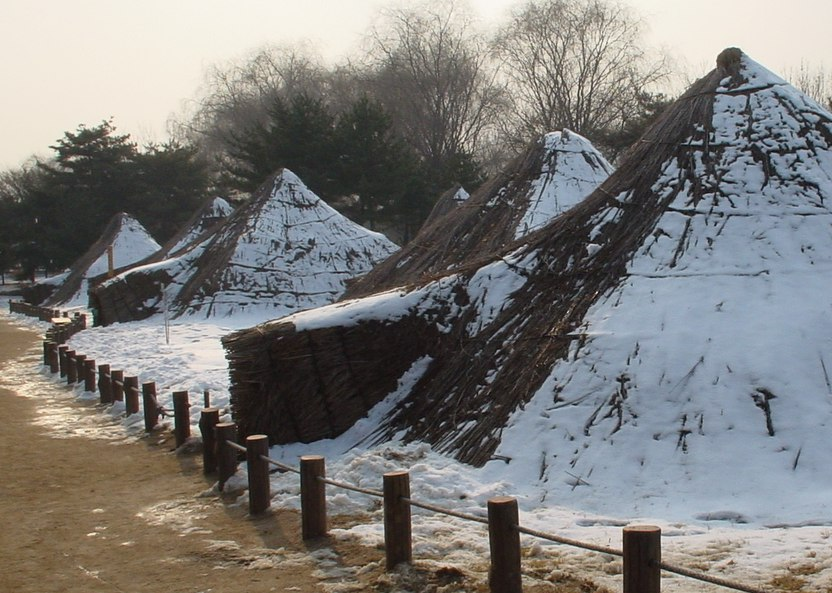
암사선사주거지의 움집.

강동구 암사동에는 기원전 5000년경에 세워진 신석기 시대의 집터들이 많이 남아 있는데, 이를 서울 암사동 유적(사적 제 267호)이라 한다.

### 청동기 시대
한편 암사동선사주거지에서는 신석기 유물 뿐 아니라 민무늬토기 등 청동기 시대 유물도 발견되었다.
이외에도 강동구 고덕동과 명일동 일대에서 청동기 시대 당시 유물이 출토되어 청동기 시대에도 강동구에 사람이 거주했음을 알 수 있게 되었다.

### 백제
온조왕 14년(기원전 5년)부터 475년 개로왕까지 백제의 수도였던 하남위례성이 이 남측에 위치해 (지금의 풍납동으로 추정) 있었다고 전해진다.
실제로 1960년대 학자의 의해 강동구 암사동과 천호동에서는 백제 시대의 토성으로 추정되는 곳이 발견되기도 해 이 곳이 백제의 영토였음을 분명히 해 주고 있다.
천호동~암사동 지역은 삼국시대때 백제의 초기도읍지로 추정되는 풍납토성 동북방향의 지역으로서 풍납토성 동북쪽~ 고덕산 사이에 이르는 지역이 바로 지금의 천호동과 암사동의 지역이다.
과거 해발50~60에 낮은 산들이 위치해 백제 초기도읍 북쪽지역의 방어와 한강의 범람으로부터 서민들을 지키는 마을로써 쓰였던것으로 추정된다.
강동구에서는 백제의 초대 임금인 온조왕(?~28)의 이름을 딴 온조대왕 문화체육관을 고덕동에 건설해 온조왕과 백제를 기념하고 있다.

### 고구려
백제의 영토였던 하남위례성은 475년 장수왕의 침략으로 함락당해 고구려의 영토가 된다. 고구려는 강동구를 포함한 백제의 수도였던 곳에 한산군을 설치하고 551년 나제동맹군에 의해 점령되기 전까지 이곳을 77년간 다스리게 된다.

### 신라
나제동맹으로 백제가 잠시 한강유역을 다시 차지하게 되었으나, 553년 신라가 동맹을 깨고 이 지역을 점령해 신주라고 이름 붙였다. 신주는 이후 북한산주, 한산주 등으로 이름이 바뀌다가 남북국 시대인 757년에 이르러 한주라고 칭하고 현재의 경기도, 충청북도 북부, 황해도 일대를 관할하였는데, 강동구를 포함한 고구려 때 한산군 지역은 당시 한주의 중심지였다.

### 고려
성종 2년인 938년 강동구 일대는 광주목으로 개편, 일대가 마을로 발전하기 시작해 원터골에 명일원이라는 숙박시설을 보급하고 천호동, 명일동 지역에 역참을 설치한다.

### 조선
강동구 일대는 선조 10년(1577년) 광주부로 승격된다. 당시 강동구의 일대의 명칭은 조선 성종때 구천(龜川) 어효첨(魚孝瞻) 선생(先生)이 사셨던 고장이라하여 선생의 아호(牙號)를 따서 구천면(龜川面)이라 했으며
일제가 한일합방 이후 행정구역(行政區域)을 새로 정할 때 구천면(龜川面)의 이름에서 龜(거북구)자가 복잡하다하여 九(아홉구)자로 바꾸어 구천면(龜川面)이 구천면(九川面)으로 바뀐 것이다.
현종 8년(1667년) 현재의 암사동 일대에 구암서원(龜巖書院)이 건립되는데, 이 서원은 숙종 23년(1697년) 사액서원으로 승격되어 크게 성장하나 고종 8년(1871년)에 실시된 흥선대원군의 서원철폐령으로 폐허가 되었다. 이후 이 서원이 있었던 자리 인근에 서원마을이라는 자연부락이 들어섰다.
강동구에는 조선시대에 건립된 신도비(죽은 사람의 일생을 기록한 비석) 가 많이 남아 있는데, 대표적으로 연산군 2년(1496년) 3월에 건립된 광릉부원군 이극배의 익평공신도비, 헌종 12년(1846년) 건립된 옥천부원군 유창의 유창신도비(서울특별시 유형문화재 제 96호) 등이 있다.
조선시대 때 광주군 구천면 지역엔 굽은다리, 벽동말, 차재말, 당말, 은호말 등이 존재했다.

### 일제 강점기
너른나루가 일찍이 고려, 조선시대부터 발전하기 시작하여서 일제시대에도 동쪽에서 서울로 가는 길목의 요충지가 되었다. (송파와 더불어 양 마을이 홍수로 지위가 자주 바뀌고 - 좌로수참의 물목이 집중되던 곳이었다.)
구천면에서 가장 큰 지역으로 암사동과 천호동이 발전되기 시작해 1936년에 광진교가 지어졌다. 이로써 그 당시 제2한강교나 다름없던 다리가 놓여졌다.이와 동시에 일제는 조선시대 때 이미 만들어진 천호동과 암사동 지역에 경기도 광주에서 서울로 가던 역(驛)과 장터길들을 우회, 재건하여 2차선 도로를 만든다. 이 길이 바로 지금의 구천면로이다.

### 대한민국
- 1979년 10월 1일 강남구의 탄천 동쪽을 관할로 강동구를 분리 설치하였다.[3] (18행정동)

18행정동 - 하일동, 명일동, 암사1동, 암사2동, 천호1동, 천호2동, 성내동, 풍납동, 길동, 거여동, 마천동, 방이동, 송파동, 잠실1동, 잠실2동, 잠실3동, 잠실4동, 잠실5동
- 1980년 7월 1일 행정동 암사3동, 천호3동, 성내2동, 둔촌동, 마천2동, 잠실6동을 신설하였다.[5] (24행정동)
- 1983년 1월 1일 행정동 가락동, 문정동을 신설하였다. (26행정동)
- 1983년 12월 1일 행정동 길2동, 잠실본동을 신설하였다. (28행정동)
- 1985년 9월 1일 행정동 상일동, 고덕동, 천호4동, 풍납2동, 둔촌2동, 오금동, 석촌동을 신설하였다.[6] (35행정동)
- 1988년 1월 1일 가락동 · 거여동 · 마천동 · 문정동 · 방이동 · 삼전동 · 석촌동 · 송파동 · 오금동 · 잠실동 · 장지동 · 풍납동을 관할(18행정동)로 송파구가 설치되었다.[7] (17행정동)

17행정동 - 하일동, 상일동, 명일동, 고덕동, 암사1동, 암사2동, 암사3동, 천호1동, 천호2동, 천호3동, 천호4동, 성내1동, 성내2동, 길1동, 길2동, 둔촌1동, 둔촌2동
- 1988년 7월 1일 행정동 명일2동, 고덕2동, 성내3동을 신설하였다.[8] (20행정동)
- 1991년 8월 6일 행정동 암사4동을 신설하였다.[9] (21행정동)
- 2000년 1월 1일 행정동 하일동을 강일동으로 개칭하였다.[10]
- 2007년 1월 1일 법정동 하일동을 강일동으로 개칭하였다.[11]
- 2007년 8월 1일 행정동 강일동의 업무를 고덕2동에서 통합운영하였다.[12] (20행정동)
- 2008년 7월 7일 행정동 암사4동을 암사1동으로, 천호4동을 천호2동으로, 길1동과 길2동을 길동으로 합동하였다.[13] (18행정동)
- 2021년 7월 1일 강일동을 강일동, 상일2동으르 분동하고, 상일동을 상일1동으로 개칭하였다.

## 행정 구역
강동구의 행정 구역은 9개의 법정동과 그것을 관리하는 19개 행정동으로 구성되어 있다. 강동구의 면적은 24.58km2이며, 인구는 2015년 12월 31일을 기준으로 458,658명, 180,508세대이다.

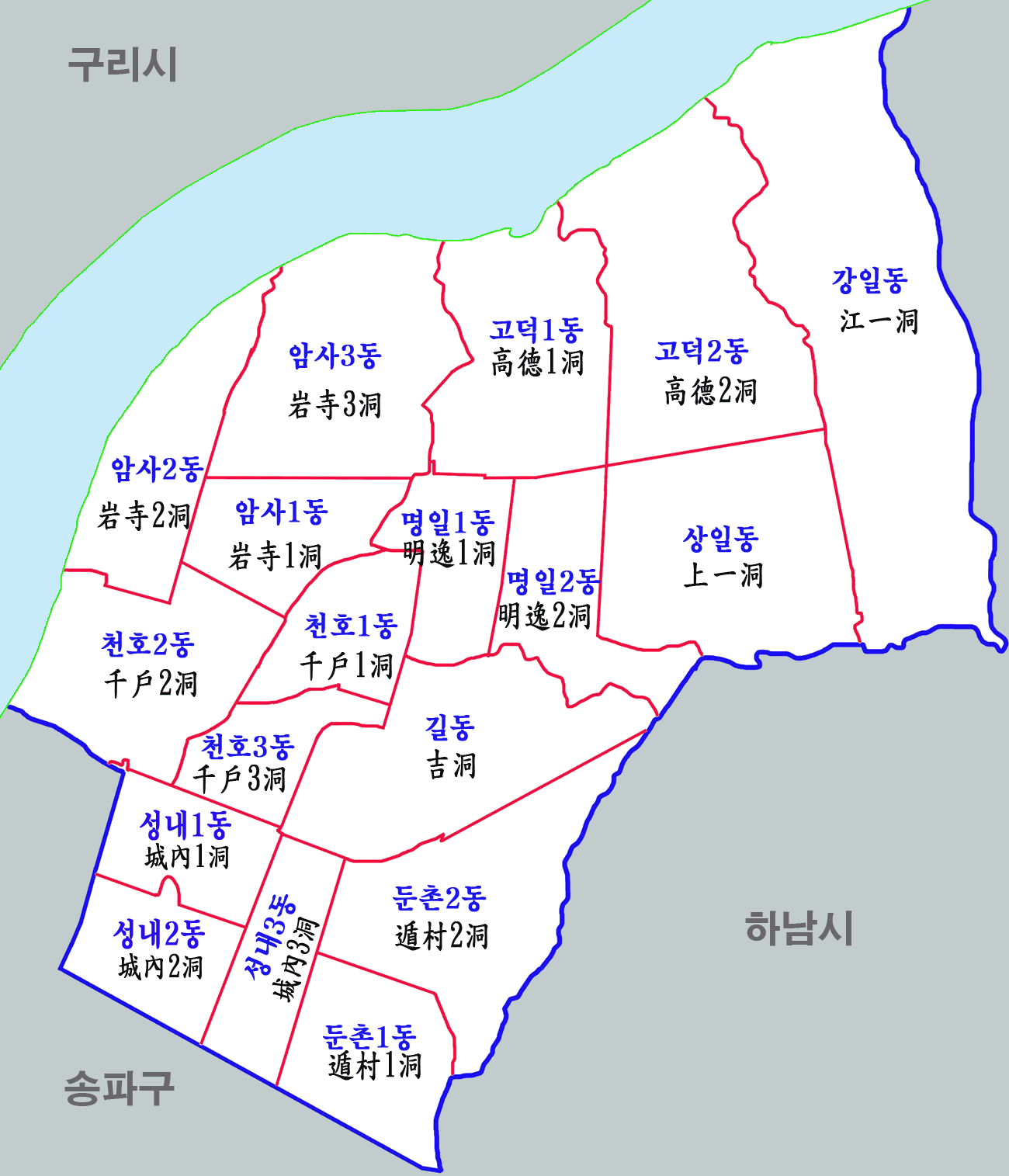

| 행정동    | 한자      | 면적 (km2) | 인구(명) | 세대    |
| --------- | --------- | ---------- | -------- | ------- |
| 강일동    | 江一洞    | 2.80       | 33,166   | 11,210  |
| 상일제1동 | 上一第1洞 | 2.66       | 11,138   | 4,181   |
| 상일제2동 | 上一第2洞 | 1.09       | ?        | ?       |
| 명일제1동 | 明逸第1洞 | 0.61       | 22,503   | 8,189   |
| 명일제2동 | 明逸第2洞 | 0.97       | 18,043   | 5,898   |
| 고덕제1동 | 高德第1洞 | 1.73       | 27,512   | 9,118   |
| 고덕제2동 | 高德第2洞 | 2.01       | 8,007    | 3,551   |
| 암사제1동 | 岩寺第1洞 | 1.02       | 38,056   | 16,327  |
| 암사제2동 | 岩寺第2洞 | 1.18       | 14,796   | 5,890   |
| 암사제3동 | 岩寺第3洞 | 2.51       | 18,971   | 6,312   |
| 천호제1동 | 千戶第1洞 | 0.71       | 31,492   | 12,947  |
| 천호제2동 | 千戶第2洞 | 1.57       | 36,838   | 17,552  |
| 천호제3동 | 千戶第3洞 | 0.79       | 28,469   | 13,378  |
| 성내제1동 | 城內第1洞 | 0.58       | 21,077   | 8,146   |
| 성내제2동 | 城內第2洞 | 0.67       | 25,967   | 12,362  |
| 성내제3동 | 城內第3洞 | 0.71       | 24,327   | 10,201  |
| 길동      | 吉洞      | 2.17       | 49,568   | 20,998  |
| 둔촌제1동 | 遁村第1洞 | 0.92       | 363      | 201     |
| 둔촌제2동 | 遁村第2洞 | 0.98       | 28,675   | 11,144  |
| 강동구    | 江東區    | 24.59      | 437,050  | 177,605 |

## 인구
서울특별시 강동구의 연도별 인구(내국인) 추이
| 연도   | 총인구    |  |
| ------ | --------- |  |
| 1980년 | 511,279명 |  |
| 1985년 | 885,919명 |  |
| 1990년 | 532,305명 |  |
| 1995년 | 487,012명 |  |
| 2000년 | 473,572명 |  |
| 2005년 | 444,258명 |  |
| 2010년 | 462,500명 |  |
| 2015년 | 444,385명 |  |

## 편의 시설

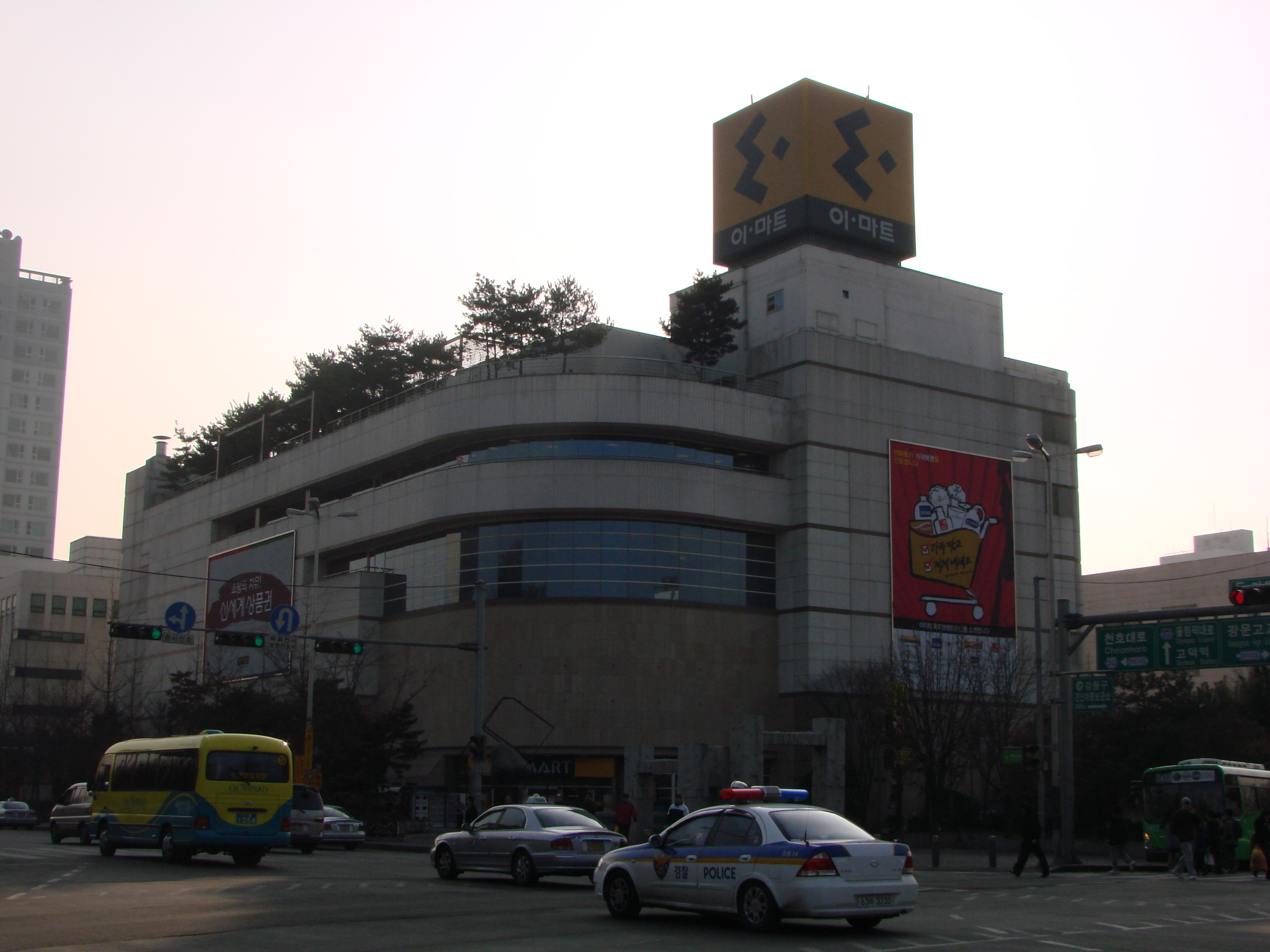
E마트 명일점
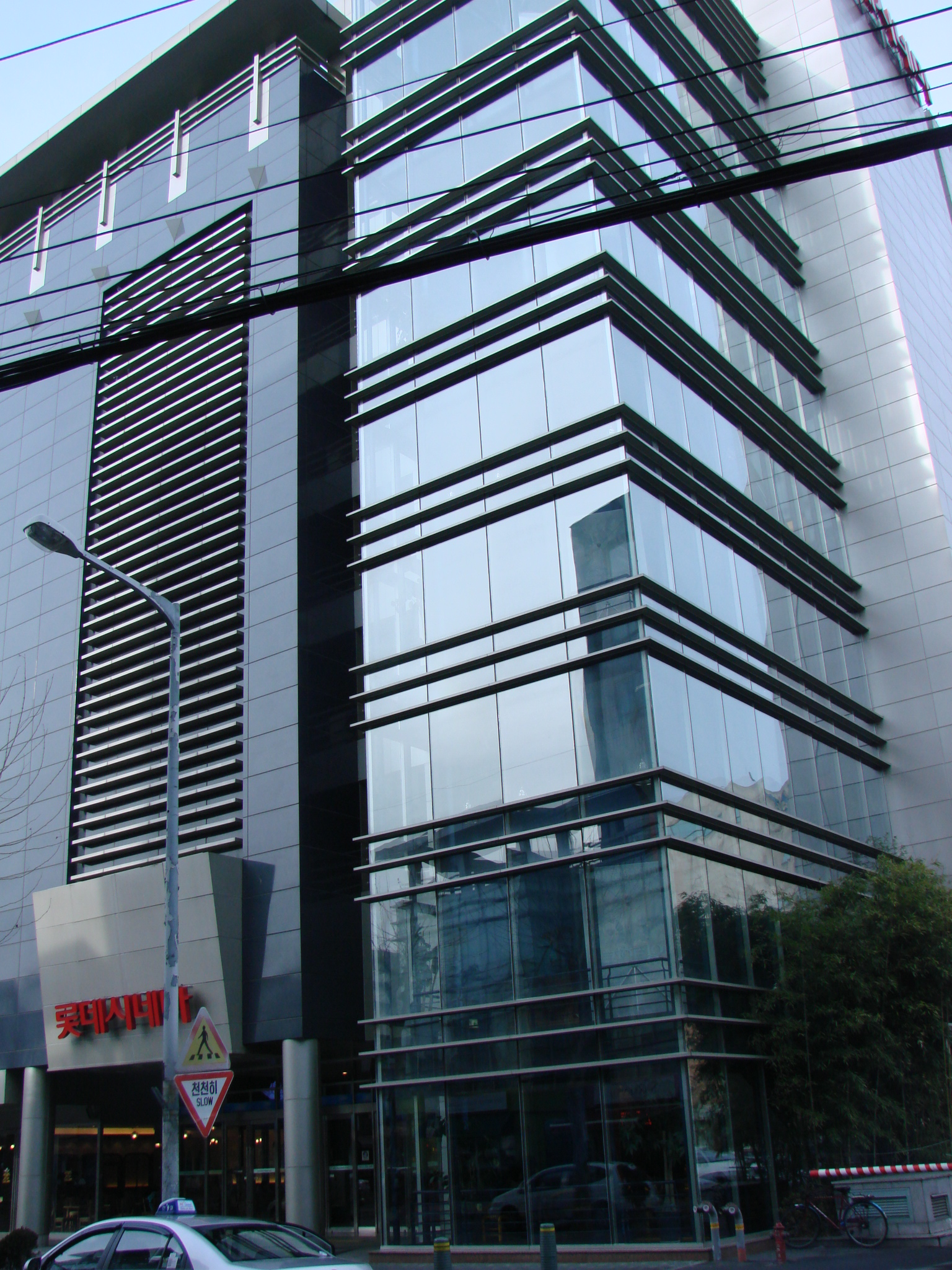
강동 메가박스
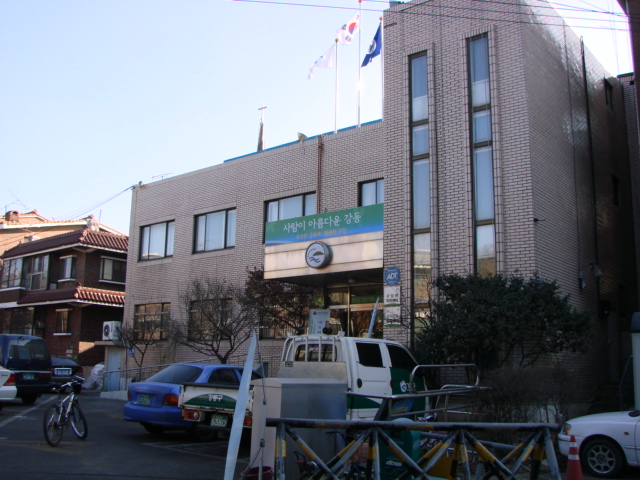
고덕2동 주민센터
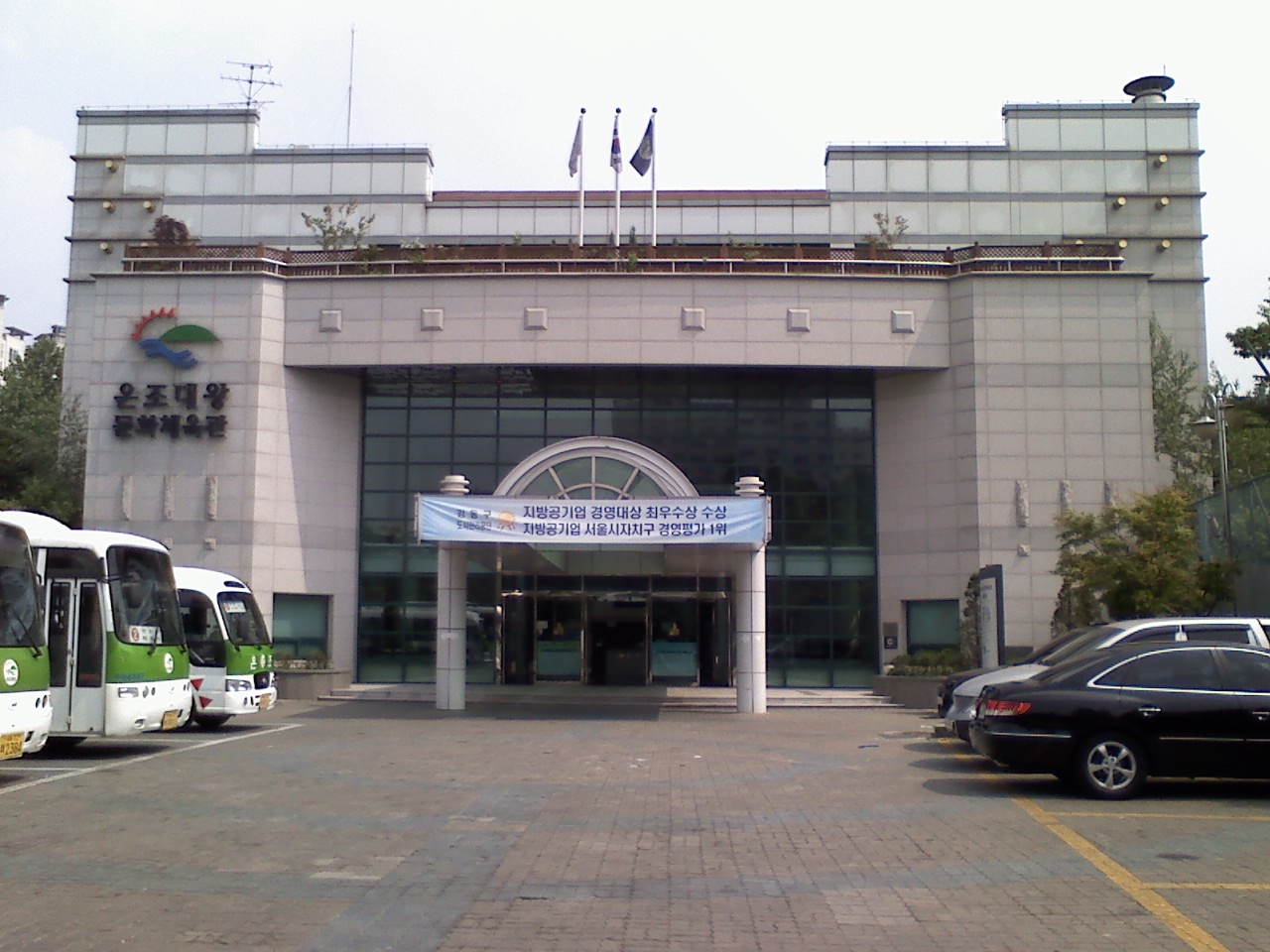
온조대왕 문화체육관 (고덕)

### 공원

천호공원

- 한강시민공원 광나루지구 (천호, 암사)
- 한강 암사 둔치 생태공원 (암사)
- 길동 생태공원 (길동)
- 강동 허브천문공원 (길동)
- 강동그린웨이 (강동)
- 일자산 자연공원 (둔촌)
- 명일근린공원 (명일)
- 샘물어린이공원 (명일)

## 교통

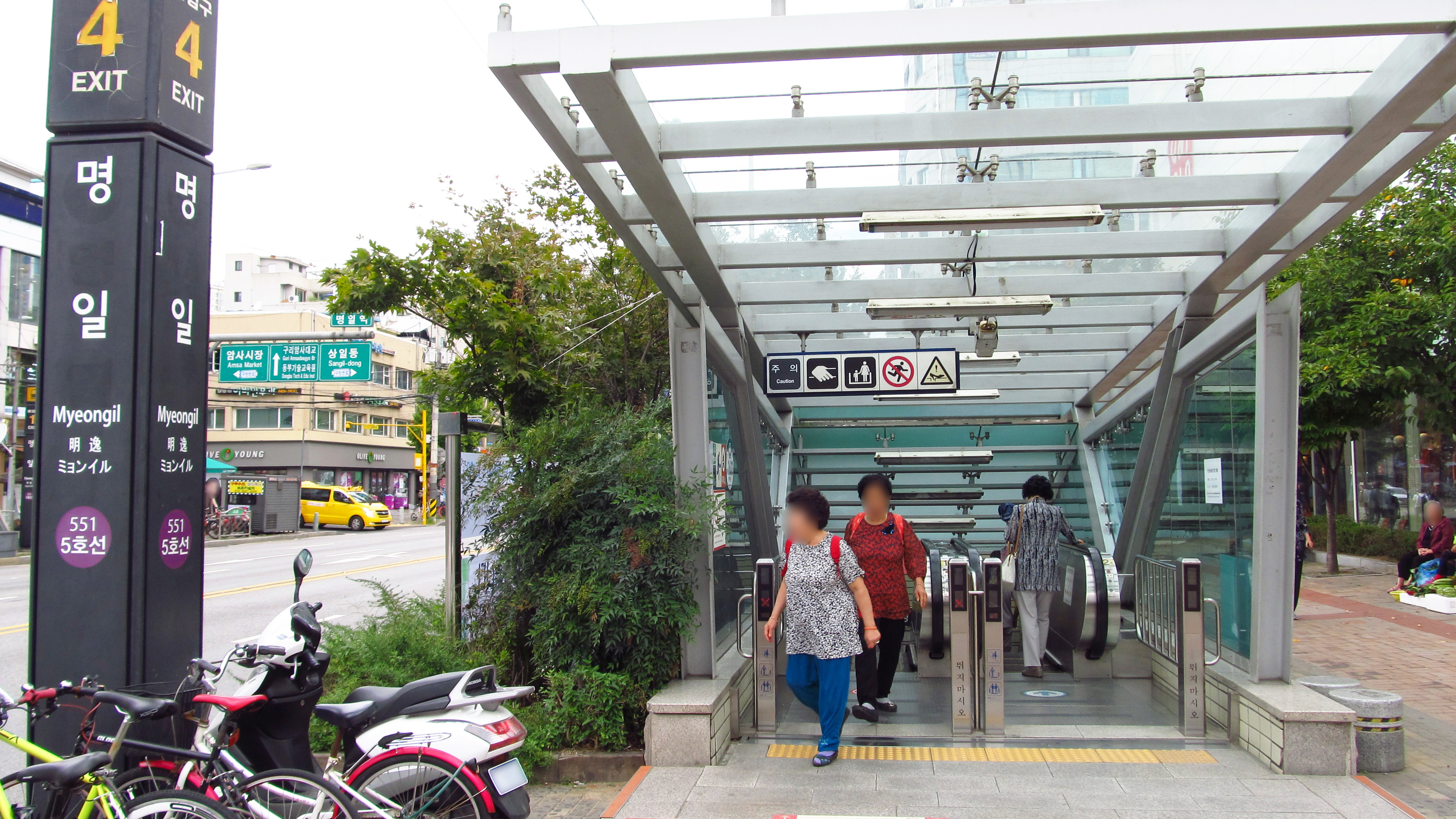
명일역 4번 출구(2018년 9월)

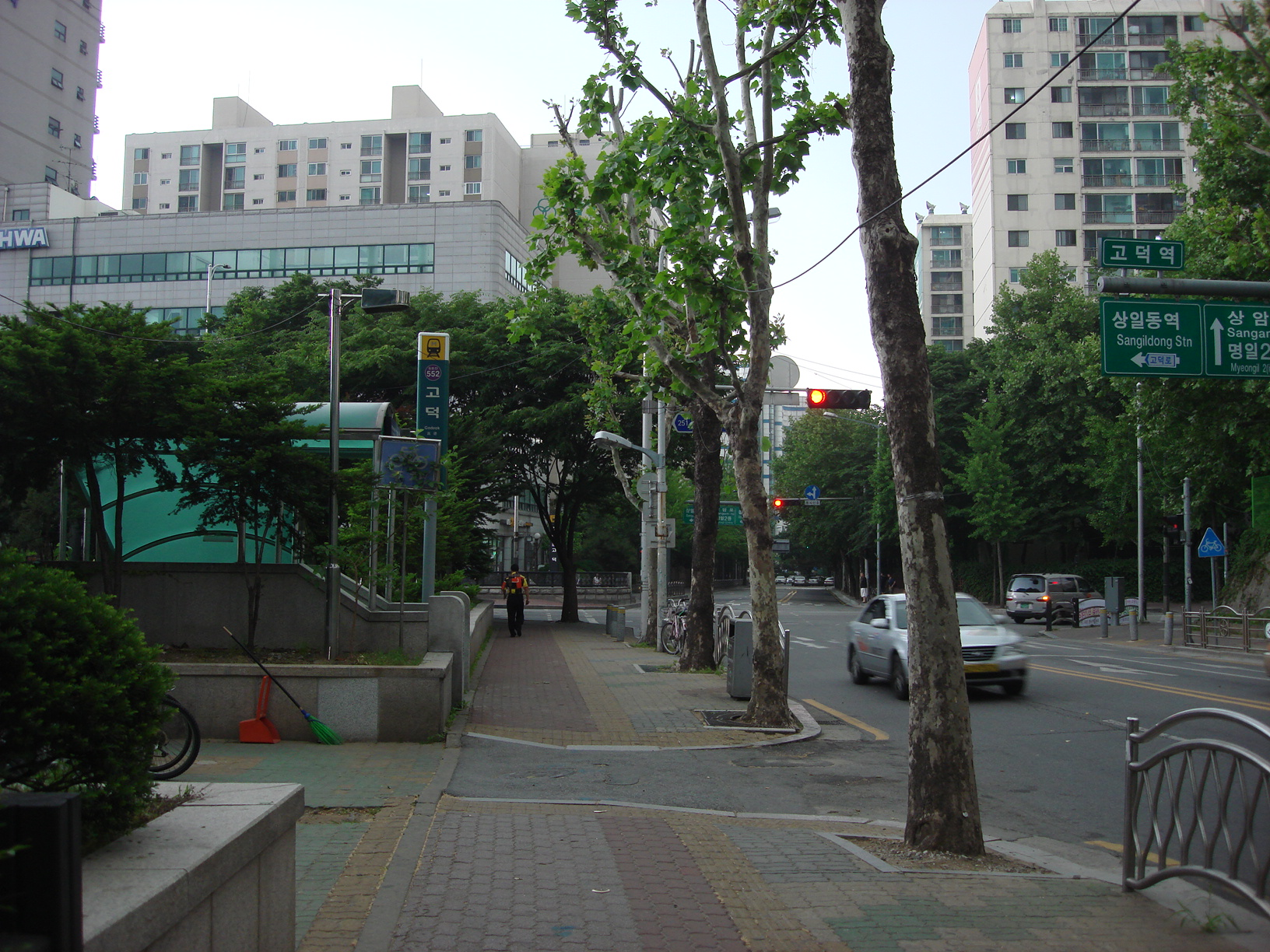
고덕역 1번 출구

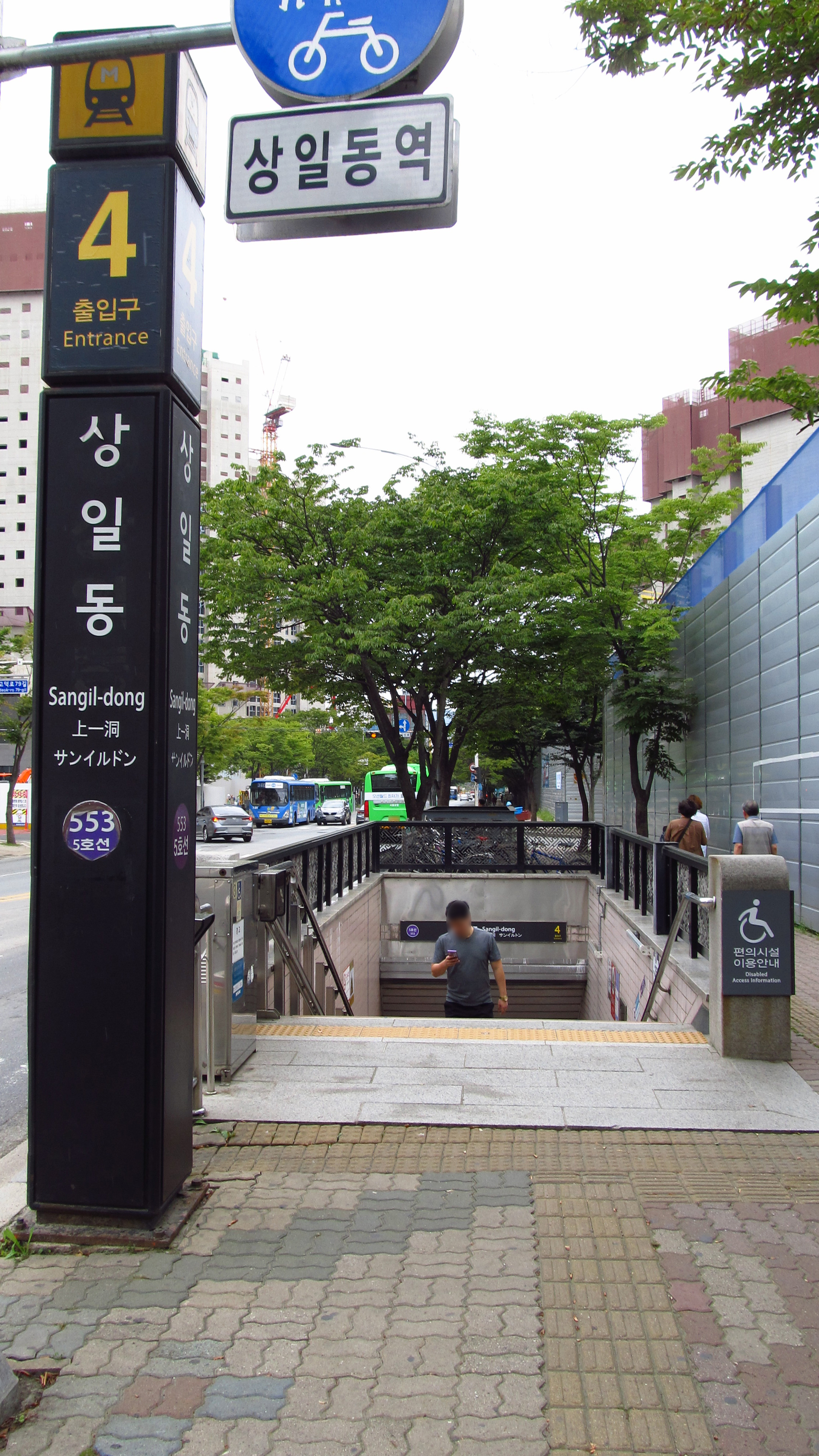
상일동역 4번 출구(2018년 9월)

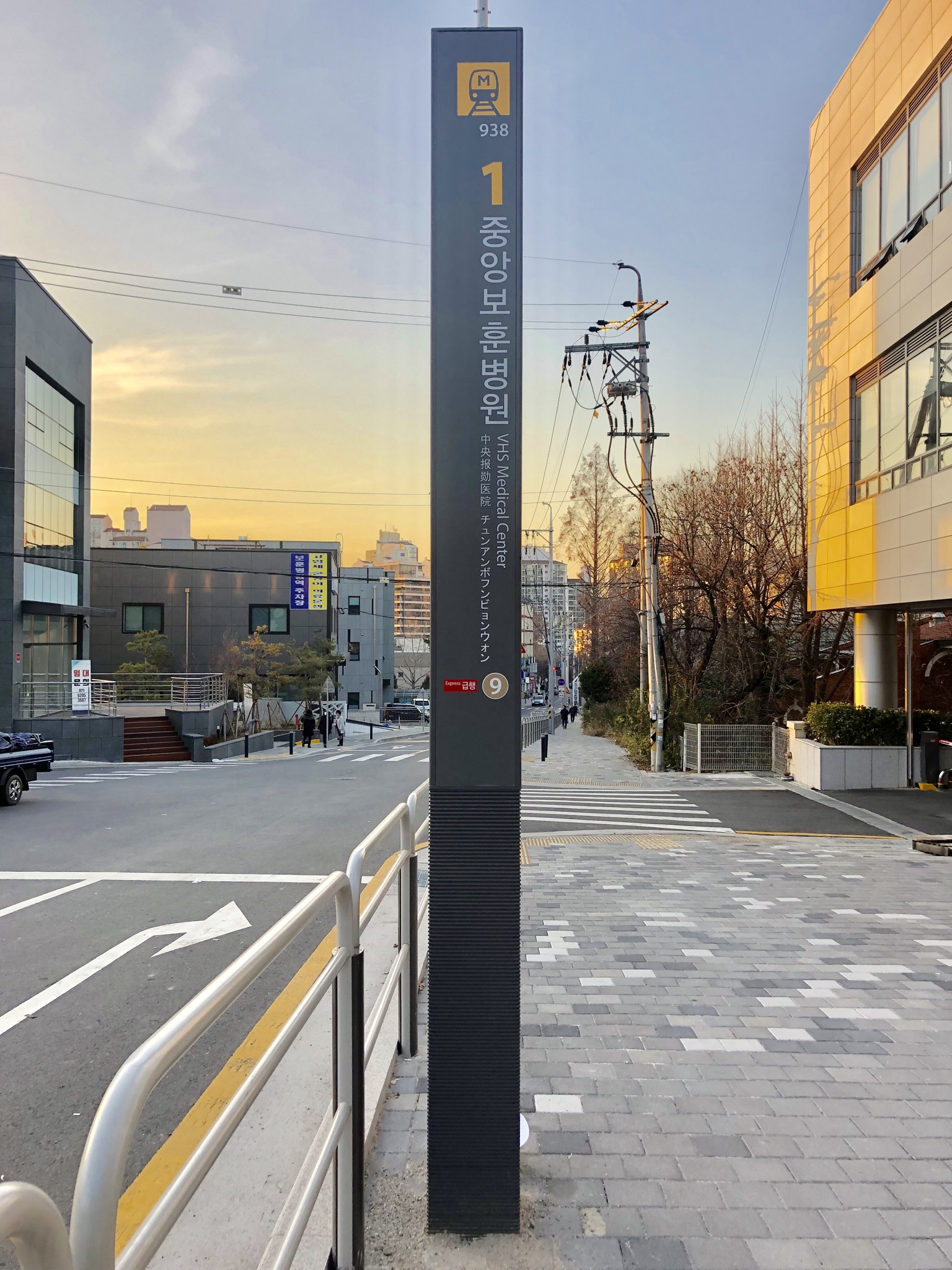
중앙보훈병원역 1번 출구

### 철도
- 서울교통공사
  - ● 서울 지하철 5호선 본선 (수도권 전철 5호선)
(광진구) ← 천호역 - 강동역 - 길동역 - 굽은다리역 - 명일역 - 고덕역 - 상일동역 - 강일역
  - ● 하남선 (수도권 전철 5호선)
상일동역 - 강일역 → (경기도 하남시)
  - ● 서울 지하철 5호선 지선 (수도권 전철 5호선)
(본선 직결) ← 강동역 - 둔촌동역 → (송파구)
  - ● 서울 지하철 8호선
(경기도 구리시) ←암사역 - 천호역 - 강동구청역 → (송파구)
  - ● 서울 지하철 9호선
(송파구) ← 둔촌오륜역 - 중앙보훈병원역

### 버스 업체
시내버스
| 업체명   | 대표자 | 위 치                 |
| -------- | ------ | --------------------- |
| 서울승합 | 유한철 | 아리수로 426 (강일동) |

마을버스
| 업체명   | 대표자        | 위 치                       |
| -------- | ------------- | --------------------------- |
| 강동교통 | 최용연        | 아리수로93가길 226 (강일동) |
| 신명운수 | 전기호 황재필 | 아리수로 426 (강일동)       |

### 택시업체
| 업체명   | 대표자        | 위 치                       |
| -------- | ------------- | --------------------------- |
| 천마교통 | 나상채        | 성안로 85 (성내동)          |
| 영림운수 | 이호순 이호현 | 양재대로 1535 (천호동)      |
| 유창상운 | 김동완        | 아리수로94길 72-34 (강일동) |

### 고속도로
- 서울양양고속도로
- 수도권제1순환고속도로
- 세종포천고속도로
- 중부고속도로

## 교육 기관

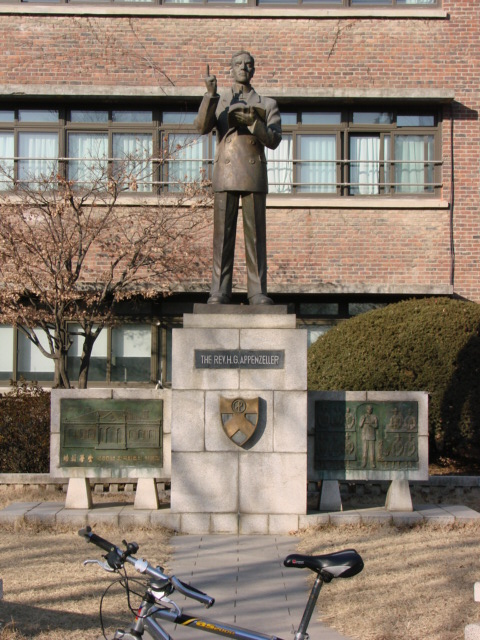
배재고등학교

- 대학원대학교

|  | - 국제영어대학원대학교 |

- 고등학교

|  | - 강동고등학교 - 강일고등학교 - 광문고등학교 - 동북고등학교 | - 둔촌고등학교 - 명일여자고등학교 - 배재고등학교 - 상일미디어고등학교 | - 상일여자고등학교 - 선사고등학교 - 성덕고등학교 | - 한영고등학교 - 한영외국어고등학교 - 서울컨벤션고등학교 |

- 특수학교

|  | - 주몽학교 - 한국구화학교 |

### 도서관

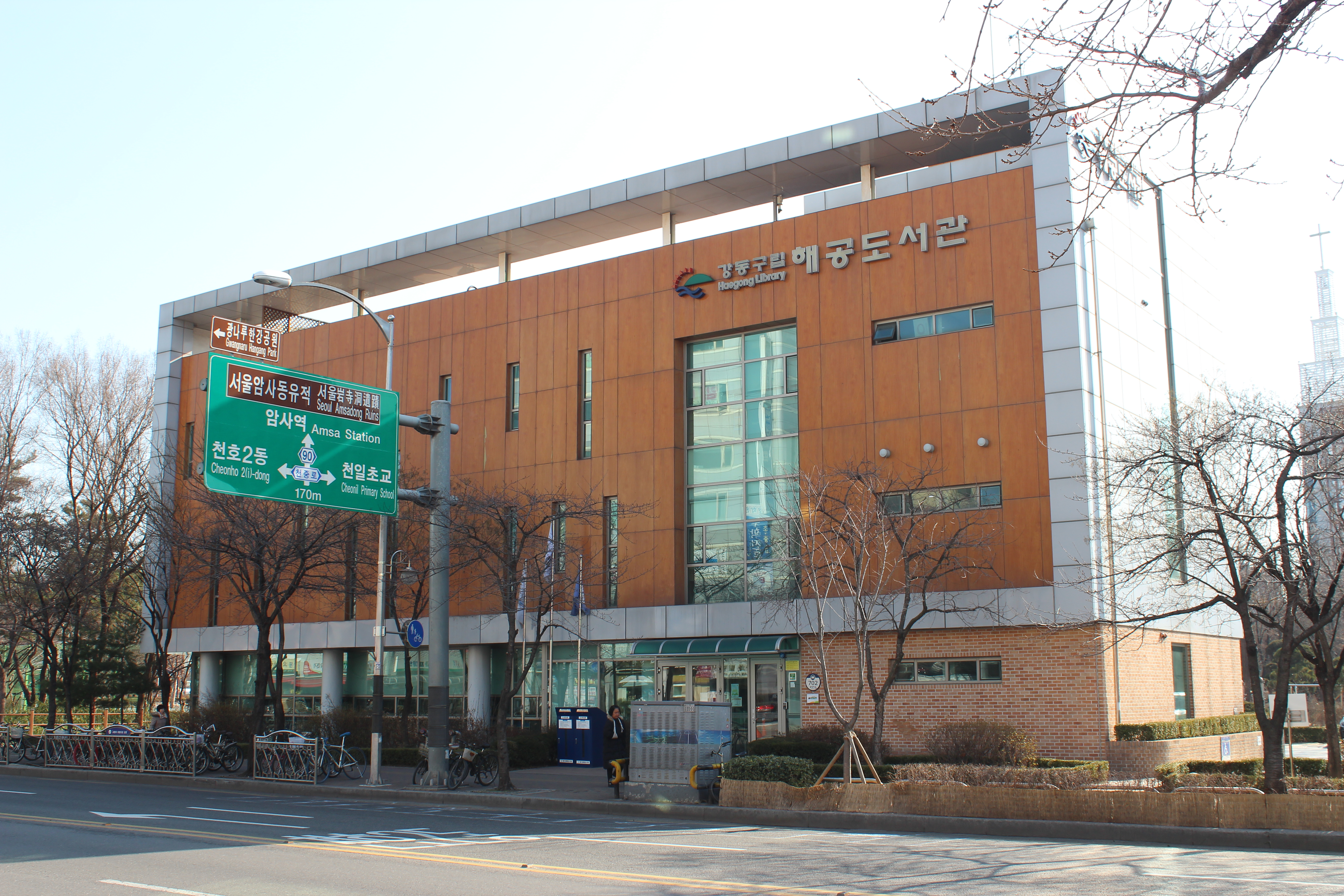
해공도서관

| - 서울특별시립 강동도서관 - 서울특별시립 고덕평생학습관 - 강일도서관 - 암사도서관 - 성내도서관 - 해공도서관 - 명성교회도서관 - 한국점자도서관 보관됨 2023-05-13 - 웨이백 머신 |

강동구는 강남구, 용산구, 종로구와 함께 서울시 교육청 도서관이 두 곳 있는 자치구이다.

### 강동구자기주도학습지원센터

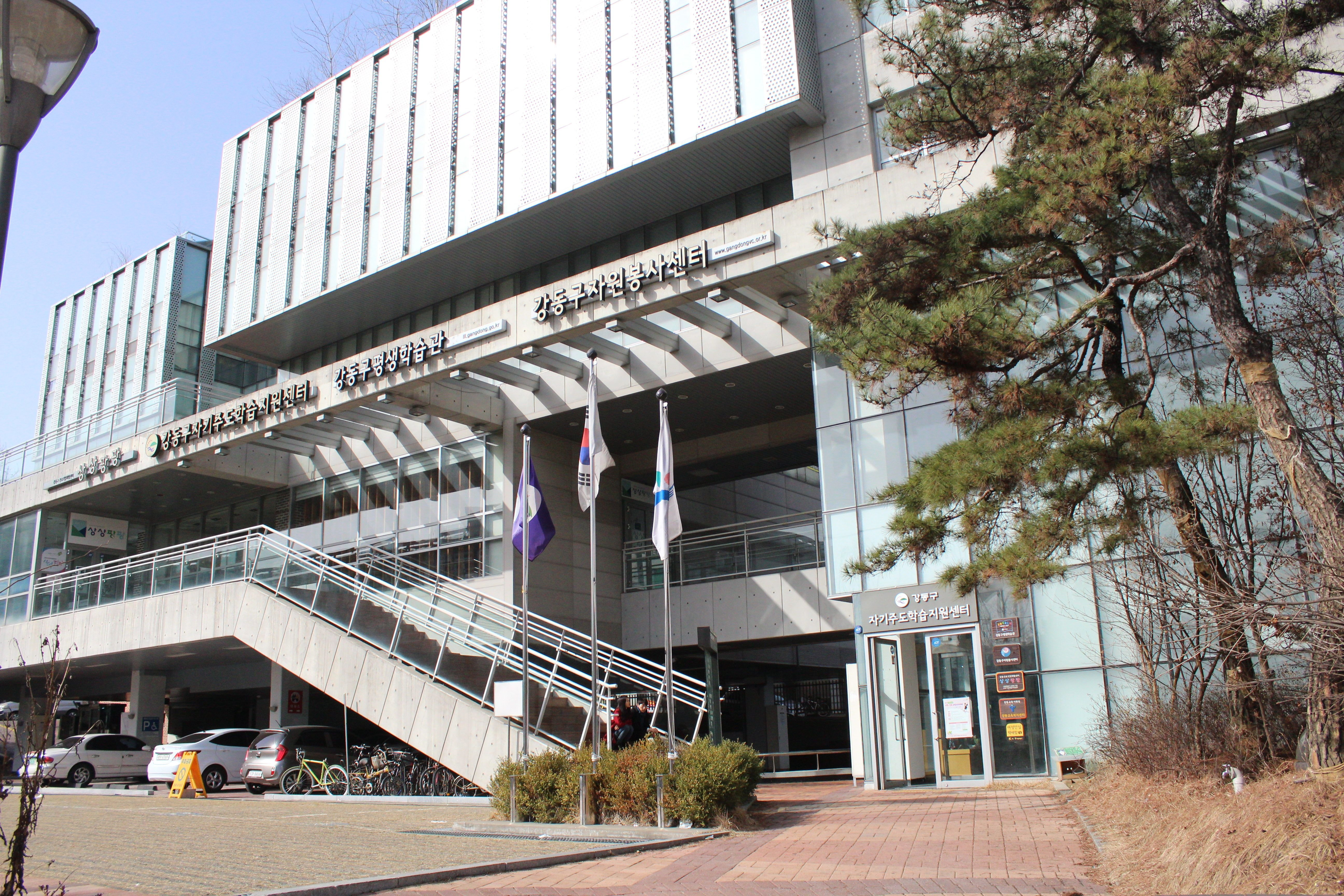
강동구자기주도학습지원센터

강동구자기주도학습지원센터는 교육기관, 학생 및 학부모 모두가 이용/참여가 가능한 자기주도형 학습할동지원 및 진로·학습에 관한 상담지원 업무를 수행하는 기관이다. 동시에 강동구 교육관련부서의 청사 기능이 있으며 서울특별시 강동구 구천면로 385에 위치하고 있다. 2010년 민선 5기 구청장의 공약사항이었으며 6월 30일 강동구 자기주도학습지원센터 설립을 위한 자문위원회를 구성했다. 10월 30일에는 자기주도학습 지원센터 설립조례를 제정했고 11월 30일에 센터를 개관했다.

## 문화와 관광 명소

### 축제
- 강동선사문화축제

### 문화재
- 서울 암사동 유적 - 사적 제267호

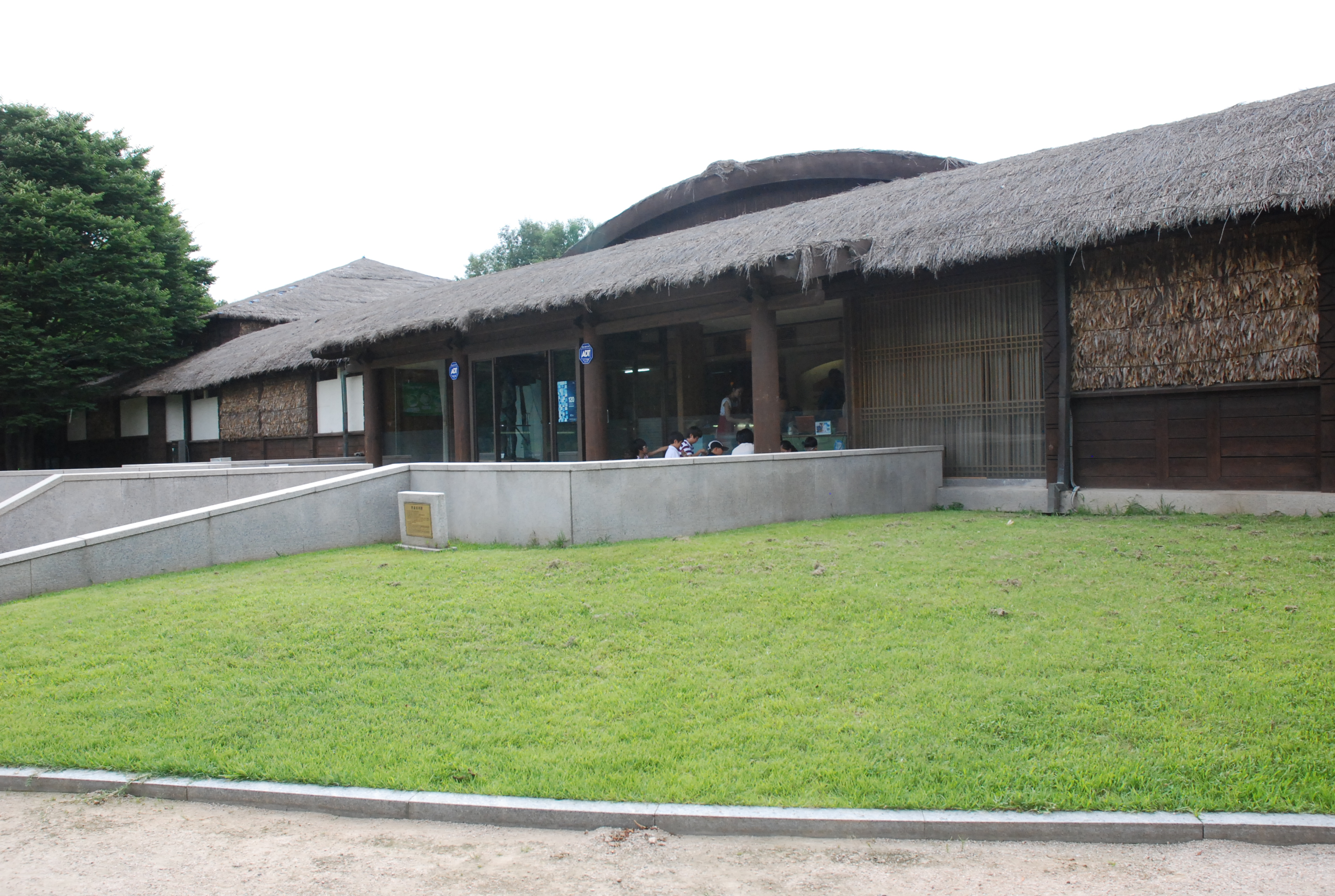
암사 선사유적지

- 광주 이씨 광릉부원군파 묘역 - 서울특별시 유형문화재 제90호
- 문희공유창묘역 - 서울특별시 유형문화재 제96호

### 명소
- 천호동 로데오거리 및 먹자골목
- 경희대학교 경희대학교병원
- 한림대학교 강동성심병원
- 온조대왕 문화체육관
- 대한예수교장로회 명성교회
- 강동아트센터
- 강동 강풀만화거리
- 서원마을

### 쇼핑
- 현대백화점 천호점 (천호역)
- 2001 아울렛 천호점 (천호역)
- 이마트 천호점 (천호역)
- 이마트 명일점 (고덕역)
- 홈플러스 강동점 (굽은다리역)
- 주양쇼핑 (고덕역)

### 극장
- 롯데시네마 강동
- 메가박스 강동
- CGV 천호
- 강동아트센터

## 자매 도시
| 지역 & 국가    | 도시             | 도시             | 자매결연시기     |
| -------------- | ---------------- | ---------------- | ---------------- |
| 대한민국       | 강원특별자치도   | 홍천군           | 1992년 10월 7일  |
| 대한민국       | 경기도           | 이천시           | 2001년 2월 1일   |
| 대한민국       | 경상남도         | 거창군           | 1999년 11월 11일 |
| 대한민국       | 경상북도         | 경산시           | 1996년 3월 19일  |
| 대한민국       | 경상북도         | 봉화군           | 1996년 11월 23일 |
| 대한민국       | 경상북도         | 상주시           | 2012년 5월 18일  |
| 대한민국       | 경상북도         | 영양군           | 1996년 11월 22일 |
| 대한민국       | 전라남도         | 곡성군           | 1996년 3월 18일  |
| 대한민국       | 전라남도         | 완도군           | 1994년 5월 16일  |
| 대한민국       | 전북특별자치도   | 진안군           | 1996년 2월 1일   |
| 대한민국       | 충청남도         | 부여군           | 2002년 9월 2일   |
| 대한민국       | 충청남도         | 청양군           | 2002년 9월 2일   |
| 대한민국       | 충청북도         | 음성군           | 1999년 3월 1일   |
| 대한민국       | 충청북도         | 진천군           | 2009년 4월 24일  |
| 몽골           | 울란바토르       | 송기노하이르한구 | 1999년 10월 17일 |
| 미국           | 워싱턴주         | 켄트             | 1996년 11월 15일 |
| 스페인         | 세고비아주       |                  | 2000년 8월 25일  |
| 오스트레일리아 | 뉴사우스웨일스주 | 윌로비           | 2011년 11월 10일 |
| 일본           | 도쿄도           | 무사시노시       | 1997년 7월 14일  |
| 중국           | 베이징           |                  | 1995년 8월 29일  |
| 중국           | 산둥성           |                  | 2000년 11월 7일  |
| 중국           | 저장성           |                  | 2000년 5월 6일   |
| 중국           | 허베이성         |                  | 2001년 10월 16일 |
| 쿠바           | 아바나           | 2009년 10월 22일 |                  |

## 갤러리

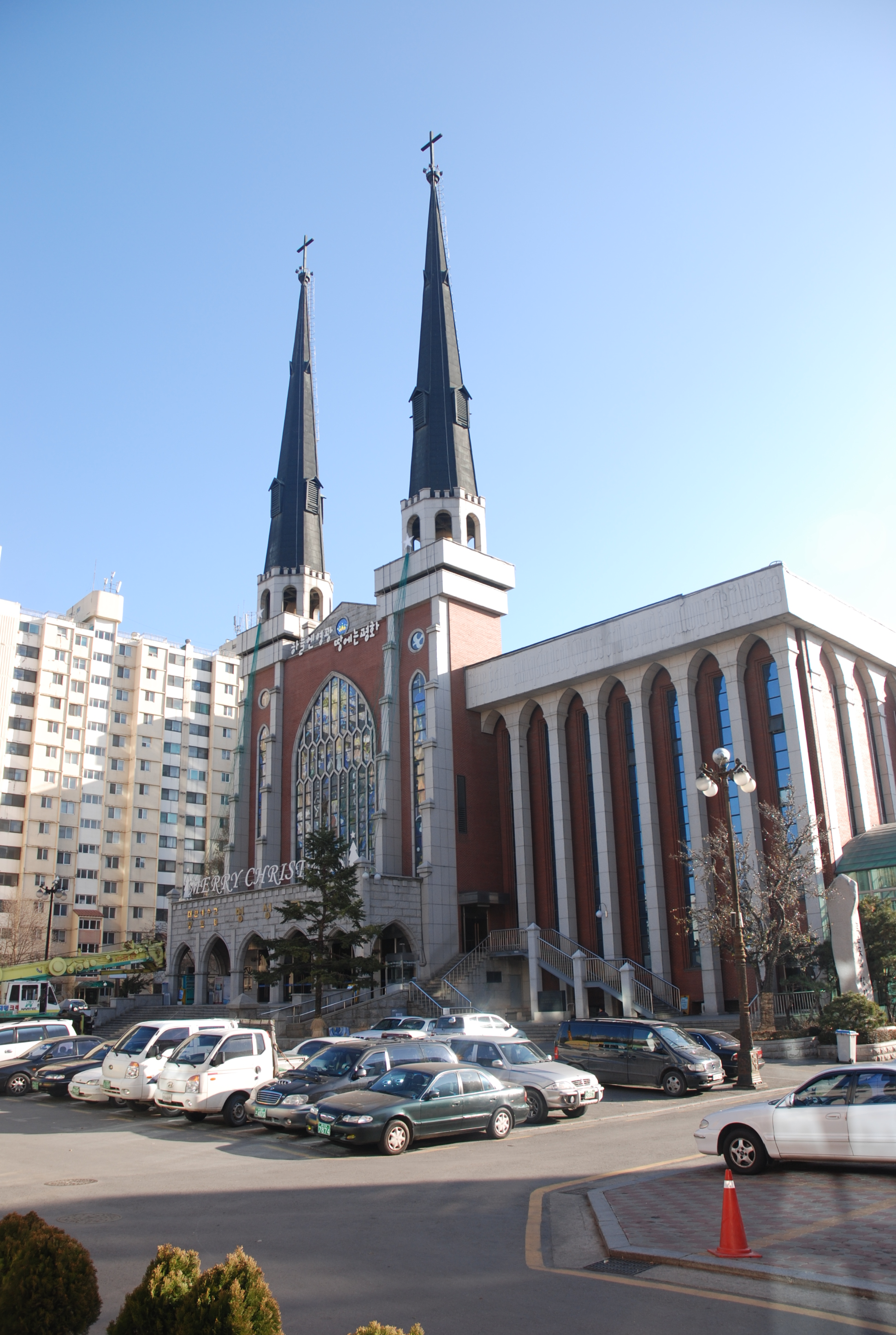
명성교회 베들레헴 성전
영어로 이루어진 강동구의 행정구역
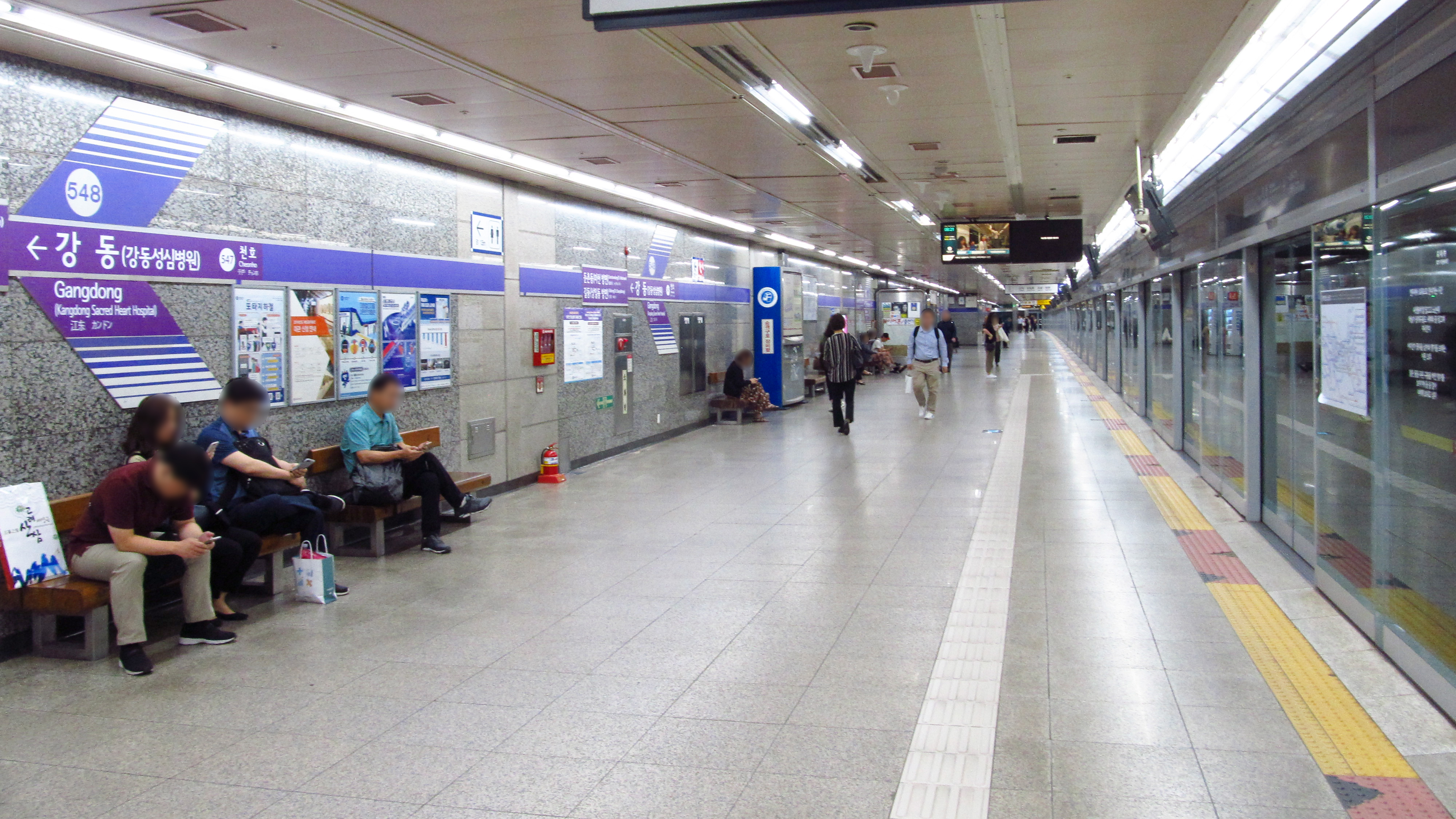
강동역 승강장 (상일동·마천 방면)
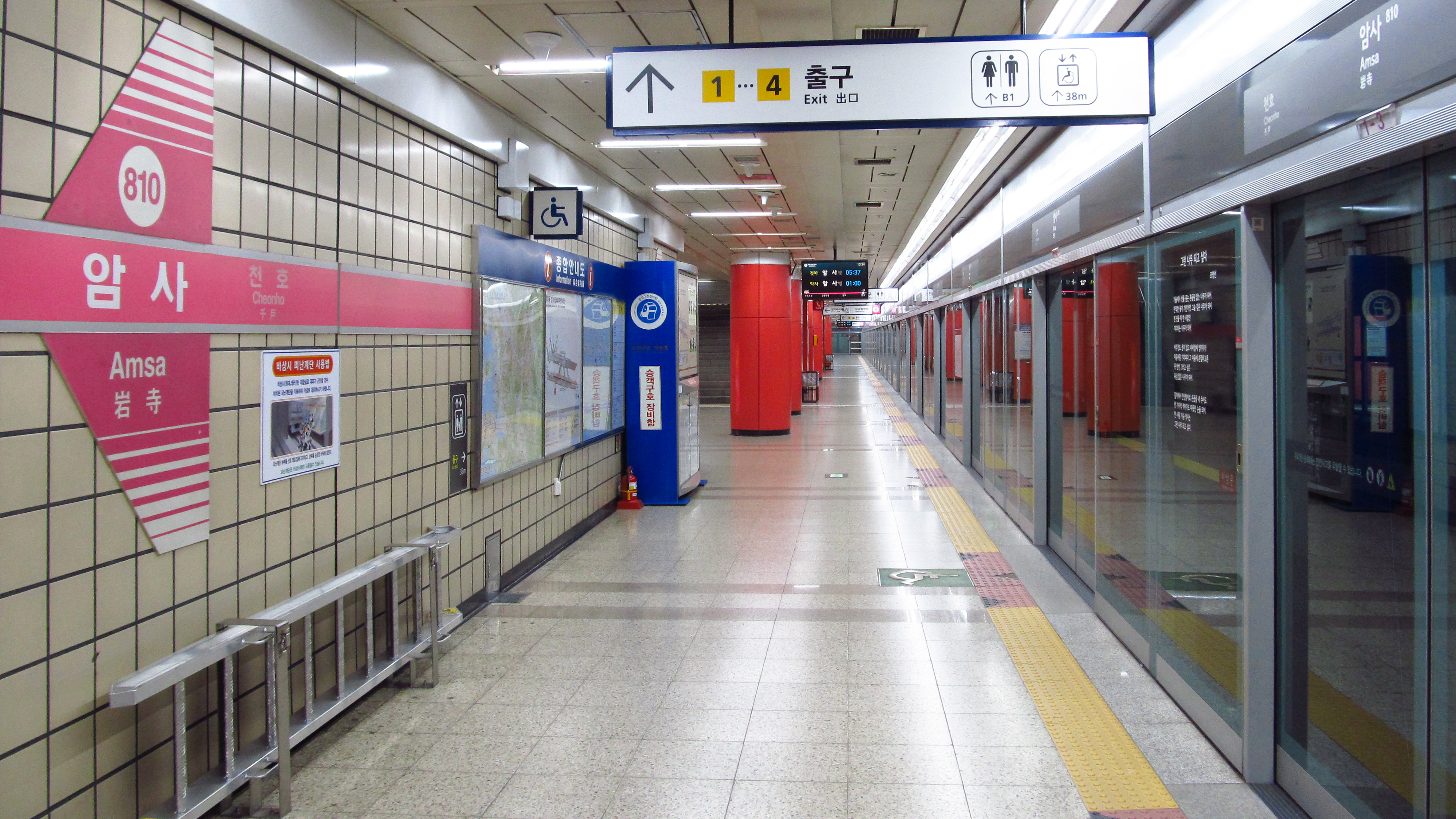
암사역 승강장 (종착역이며 향후 구리 연장선이 개통되면 수도권 전철 경의중앙선과 수도권 전철 경춘선, 수도권 전철 4호선과도 연결될 예정에 있음)

## 같이 보기
- 대한민국의 지리